# Coreb (mitologia)
Coreb, o Corebos (en grec antic Κόροιβος) és el nom d'un príncep frigi, fill de Mígdon, que va oferir el seu ajut a Príam per lluitar contra els grecs si aquest li concedia la mà de la seva filla Cassandra. Però aquest heroi va morir durant la presa de Troia davant de l'altar d'Atena, intentant defensar Cassandra d'Àiax el petit, que la violà.